# Ángel Oliver Pina
Ángel Oliver Pina (Moyuela, 2 de enero de 1937 - Madrid, 25 de abril de 2005) fue un compositor aragonés.
Formado en humanidades, su padre le inició en el mundo de la música y cursaría en el Real Conservatorio de Madrid mientras en paralelo era organista en la Iglesia de la Ciudad Universitaria. Se quedó en el conservatorio como profesor desde 1965 y ganó la beca que la institución daba para continuar la formación en la Academia Española de Bellas Artes de Roma. Durante su estancia italiana (1966-1969) fue organista de la Iglesia de Santa María de Montserrat de los Españoles y asistió a la Accademia Musicale Chigiana (1967) antes de volver finalmente a España.
De nuevo en su país, logró en 1970 el puesto de catedrático en la Escuela de Magisterio de Guadalajara y fue becado por la Fundación March para la que compuso varias obras. En 1973 participó en los Cursos de Verano de Darmstadt, a los que volvería a asistir en 1975. Las décadas de 1970 y 1980 fueron su periodo de mayor productividad como compositor, ganando premios como el Premio Ciudad de Zaragoza (1976) o el Premio Cristóbal Halffter (1980). Su obra muestra predilección por el órgano, el instrumento en que se había especializado como estudiante, y una temática abundante en motivos religiosos y relativos al folclore español, así como en referencias a la historia de la música que enseñaba como profesor.
Este interés pedagógico fue constante en su trayectoria y se mantuvo fuertemente vinculado a la enseñanza de musical. Impartió cursos musicales en Segovia (1980-1986), en la universidad de Alcalá de Henares (1990) y en la Escuela Superior de Música Reina Sofía (1991-2002). Fue asimismo autor de diversos tratados musicales y miembro del jurado de varios premios musicales.

## Obras
| - Seis canciones españolas para voz y piano (1963). - Cuatro canciones para voz y piano (1964). - Tres movimientos para orquesta (1965). - Églogas sobre el nacimiento y muerte de Cristo (1965). - Soledad, sobre texto de Antonio Machado para voz y clarinete (1966) - Antífonas para coro mixto. - Sonata homenaje a Scarlatti para piano. - Salmo CXXX para coro mixto a cinco voces (1967). - El Siervo de Yahvé para barítono, coro y orquesta (1969). - Trío para cuerda (1967-1968). - Riflessi para orquesta. - Interpolaciones para quinteto de viento (1970). - Psicograma n.º 1 (1970). - Casida del sediento para voz y piano (1972) - Catálogo para flauta (1972). - Introspección I para arpa (1973). - Omicrón 73 (1973). - Arets gorri (1973). - Ayúdanos, Señor Para el V Domingo de Cuaresma para coro y órgano (1973). - Ofrenda del Vía Crucis, sobre versos de Gerardo Diego para soprano y piano (1973). - Bariolage para violín solo (1973). - Casida del sediento, sobre versos de Miguel Hernández para contralto y piano. - Epitafio para Gerardo Gombau para violín y piano. - Episodios para treinta y cuatro instrumentos de arco. - Dúos (1974) - Grupos de Cámara (conjunto instrumental) (1975). - Pequeña suite al estilo antiguo para flauta y piano (versión para flauta y orquesta de cuerda) (1975). - Psicograma n.º 3 para violín, viola, violoncello y piano (1975). - Sólo suena el río, sobre versos de Antonio Machado para coro a ocho voces mixtas (1975). - Dúos (1975). - D’Improvviso para viola y piano (1976). - Versos a cuatro (1976). - Colección de piezas infantiles, sobre temas populares españoles I y II para piano (1976-1979). - Piel de toro, ballet imaginario para percusión y piano (1977). - Pregnancias para un percusionista (1977). - Promenade para piano. - Aoristo para orquesta de cámara (1977). - Capriccio para piano. - Proemio par orquesta). - Laisses para quinteto de clarinetes (1978). - Piezas breves para niños para piano a cuatro manos. - Chants populaires françaises (1978). | - Studium (música electroacústica) (1978). - Planctus para trompa y órgano (1978). - Dos rimas de Gustavo Adolfo Bécquer: Rimas XVII y XLIV para coro mixto (1979). - Nunc (orquesta de cuerda) (1979-1986) - Tríptico cervantino (1980) - Ocho canciones populares españolas para coro a tres voces blancas (1980). - Tríptico asturiano para coro mixto (1980). - Soliloquio I para oboe (1980). - Canción y danza para cuatro voces mixtas (1981). - Ofa para orquesta (1981). - Salve Regina para coro y órgano (1982). - Concierto para viola y orquesta (1983). - In memoriam Ángel Arteaga para conjunto instrumental (1984). - Canción y danza montañesas para violonchelo y piano (1985-1986). - Cuarteto n.º 1 para violines, viola y violonchelo (1986). - Stabat Mater (1986-1987). - El pastorcito para coro, órgano y orquesta (1989-1990). - Himno a San Juan de la Cruz (1990). - Trío : homenaje a César Franck en el centenario de su muerte para violín, violonchelo y piano (1990). - Dos piezas para guitarra (1991-1992). - Tres sonetos de amor sobre poemas de Pablo Neruda (1991-1992). - Esquejes sinfónicos para orquesta (1992). - Soliloquio II para viola (1994). - Música para tres iniciales para orquesta (1994). - Bagatelas, para violonchelos (1994). - Omaggio para clarinete, violonchelo y piano (1994). - Letanías de Madrid (1994-1995) - Una página para Radio Clásica para violín, violonchelo y piano (1995). - Ofrenda a Manuel de Falla para clave (1995). - Suite Breve (1996) - Introducción, lento y final para violonchelo (1997). - Miniaturas improvisatorias -in memoriam Paco Guerrero para órgano (1998). - Canción de cuna para voz y piano (1999) - Ave María (2000). - Épsilon para conjunto instrumental (2000). - Aproximación a un contrapunto de Bach para conjunto instrumental (2000). - Cuatro tientos para órgano (2000). - Música para María Moliner (Evocación y Plegaria) para órgano (2000) - Dos preludios de verano (2001). - Cortejo para órgano (2001). - Diálogo recitativo para flauta y orquesta (2002). - Cuarteto n.º 2 para violines, viola y violonchelo (2003). - Lecturas del Quijote (2004). |

## Premios
- Premio de composición “Jesús Guridi” del Real Conservatorio de Madrid por Tres movimientos para orquesta (1965).
- Gran Premio de Roma del Real Conservatorio de Madrid, por Églogas sobre el nacimiento y muerte de Cristo (1965).
- Premio de Honor de la Dotación de Arte Castellblanch en el II Certamen de Composición Coral Vasca por la obra Arets gorri (1973).
- Arpa de Plata de la Confederación Española de Cajas de Ahorro por Omicron 73.
- Mención especial del jurado en el concurso internacional de composición «Ciudad de Zaragoza», por Versos a cuatro (1974).
- Primer premio del C.O.I., curso permanente de composición de música de cámara de la Comisaría General de la Música por Dúos (1975).
- Premio nacional «Cristóbal Halffter» en el primer concurso de composición para obras de órgano, por Tríptico cervantino (1980).[2]
- Primer premio «Caja de Ahorros de Asturias» en concurso nacional de composición coral sobre temas asturianos, con su obra Canción y danza (1981).[3]
- Primer premio del «V Concurso Internacional de Composición Reina Sofía”», de la Fundación de Música Ferrer-Salat, por Nunc (1987).[4]